# Jacobus Haring

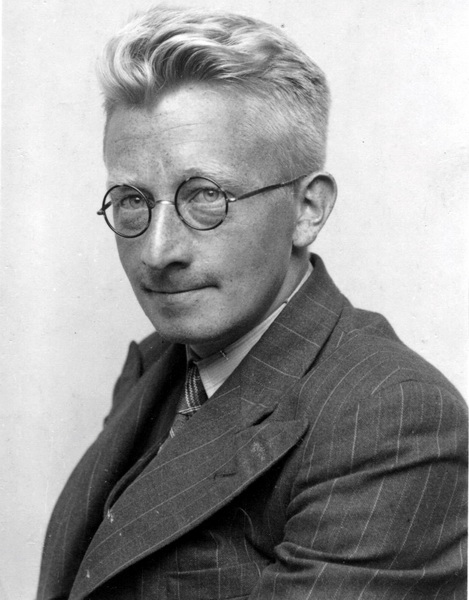
Jacobus Haring, 1941

Jacobus Haring (* 30. März 1913 in Hoorn; † 25. Februar 1989 in Den Haag) war ein niederländischer Schachkomponist.

## Leben
Jacobus Haring erlernte das Schachspiel mit acht Jahren von seinen älteren Brüdern. Zur Schachkomposition kam er, als er 19 war. Er spezialisierte sich auf Zweizüger. Seit 1964 war er Internationaler Preisrichter für Schachkompositionen. Von 1965 bis 1975 war er Sekretär des Nederlandes bond van probleemvrienden, des Niederländischen Problemschachverbandes. Für den niederländischen Schriftsteller Godfried Bomans schrieb Haring 1968 eine Schachkomposition, die dessen Initialen abbildete. Im Jahre 1990 wurde ihm posthum von der PCCC der Titel eines Großmeisters für Schachkomposition verliehen. Haring war bis zu seiner Pensionierung Beamter im technischen Dienst des Rijkswaterstaats, einer niederländischen Baubehörde. Er war Wasserbau-Ingenieur. Jacobus Haring war seit 1943 verheiratet und starb an Krebs.

## Schachkomposition
Nach ihm ist das Haring-Thema benannt: In den Verführungen und der Lösung ziehen die Themafiguren auf eine schwarze Parade als Mattzug wieder auf ihr Ausgangsfeld zurück.
Ein Dutzend Studien sind von Haring ebenfalls bekannt.
|   | a | b | c | d | e | f | g | h |   |
| 8 |   |   |   |   |   |   |   |   | 8 |
| 7 |   |   |   |   |   |   |   |   | 7 |
| 6 |   |   |   |   |   |   |   |   | 6 |
| 5 |   |   |   |   |   |   |   |   | 5 |
| 4 |   |   |   |   |   |   |   |   | 4 |
| 3 |   |   |   |   |   |   |   |   | 3 |
| 2 |   |   |   |   |   |   |   |   | 2 |
| 1 |   |   |   |   |   |   |   |   | 1 |
|   | a | b | c | d | e | f | g | h |   |

Lösung:

1. Ld1–a4+ Kc6xb6

2. Le1–c3 Tb2–b5

3. Lc3–d4+ Tb5–c5+

4. Kc8–b8 Sh3–f4

5. Sa2–c3 Zugzwang S beliebig

6. Sc3xd5 matt

und mit der Echo-Variante

3. … Kb6–c6

4. Sa2–c1 S beliebig

5. Sc1–b3 S beliebig

6. Sb3xa5 matt